# Augusto Miniati
Augusto Miniati (Settignano, 1885 – Firenze, 1971) è stato uno scultore e pittore italiano.
Si formò all'Istituto d'Arti Decorative di Firenze e all'Accademia di Belle Arti, tra gli allievi di Raffaello Romanelli. 
Negli anni venti partecipò alla "monumentomania" realizzando i monumenti ai Caduti della prima guerra mondiale di Settignano e di Fucecchio, di enfatica grandiosità.
Nel 1926 fu nominato accademico onorario dell'Accademia delle arti del disegno.